# Рейес, Оскар
Оскар Рейес Санчес (исп. Óscar Reyes Sánchez; 12 марта 1988, Кордова, Испания) — испанский футболист, защитник клуба «Лузитанс».

## Биография

### Клубная карьера
Начал карьеру футболиста во второй команде «Эспаньола», которая тогда выступала в третьем дивизионе Испании. Рейес не являлся игроком основного состава. Сезон 2007/08 завершился для команды вылетом в четвёртый дивизион. В январе 2008 года отправился на правах аренды в «Реал Мадрид C». В сезоне 2009/10 он вернулся в «Эспаньол B», который вновь вышел в Сегунду Б, однако по итогам сезона опять понизился в классе.
В январе 2011 года проходил двухнедельный просмотр в нидерландском клубе «Эйндховен», а позже в испанской команде «Оспиталет». В итоге Рейес перешёл в «Бадалону». В июне 2011 года покинул команду. Рейес принял участие в чемпионате Европы для игроков без контракта, который проходил в Нидерландах в июле 2011 года. В сентябре 2011 года стал игроком «Руби» из четвёртого испанского дивизиона.
В начале 2013 года подписал трёхлетний контракт с литовским «Экранасом». В составе команды дебютировал в игре за Суперкубок Литвы против «Жальгириса», котором «Экранас» уступил со счётом (0:1). В Кубке Литвы команда вылетела на стадии полуфинала от «Шяуляя». В июле 2013 года дебютировал в еврокубках, в двухматчевом противостоянии квалификации Лиги чемпионов против исландского «Хабнарфьордюра». Итогом встречи стало поражение литовцев (1:3).
В ноябре 2013 года Рейес заключил соглашение с мальтийской «Валлеттой». В составе команды играл до марта 2014 года и провёл в чемпионате Мальты в семь игр. В начале 2015 года побывал на просмотре в исландском «Лейкнире».
Летом 2015 года стал игроком андоррского «Ордино», где играющим тренером был Мигель Анхель Лозано, вместе с которым он играл за «Бадалону». Кроме них, в этом сезоне за «Ордино» играло ещё шесть испанских футболистов. В составе команды провёл полгода, сыграв в десяти играх чемпионата Андорры и забив при этом один гол.
Летом 2016 года перешёл в другой андоррский клуб — «Лузитанс», где кроме него играет ещё пять испанцев.

### Карьера в сборной
Выступал за юношескую сборную Испании до 17 лет. В составе сборной Испании до 19 лет провёл одиннадцать матчей.